# Puerulus
Puerulus Ortmann, 1897 è un genere di crostacei decapodi appartenente alla famiglia Palinuridae.

## Descrizione
Le aragoste del genere Puerulus Ortmann 1897 vivono in acque profonde, a circa 200-700 m di profondità, nel Pacifico Indo-Occidentale vicino all'Oceano Indiano. Anche se le specie di Puerulus sono ampiamente diffuse, non sono sfruttate a scopo commerciale, per quanto siano apprezzate dalle comunità locali a sud di Giava e dell'Indonesia.

## Tassonomia
In passato, il genus Puerulus includeva solamente quattro specie: P. sewelli Ramadan, 1938, P. velutinus Holthuis, 1963, P. carinatus Borradaile, 1910 e P. angulatus Bate, 1888. La complessità morfologica del P. angulatus, supportata da analisi di marcatori genetici hanno permesso a Chan e colleghi di descrivere nel 2013 cinque nuove specie: P. quadridentis, P. mesodontus , P. sericus, P. gibbosus e P. richeri. Queste nuove specie non sono presenti in acque Indonesiane, ma la P. velutinus e la P. angulatus si.
Il genere Puerulus comprende le seguenti specie:
- Puerulus angulatus Bate, 1888
- Puerulus carinatus Borradaile, 1910
- Puerulus gibbosus Chan, Ma & Chu, 2013
- Puerulus mesodontus Chan, Ma & Chu, 2013
- Puerulus quadridentis Chan, Ma & Chu, 2013
- Puerulus richeri Chan, Ma & Chu, 2013
- Puerulus sericus Chan, Ma & Chu, 2013
- Puerulus sewelli Ramadan, 1938
- Puerulus velutinus Holthuis, 1963